# Quíscal del Carib
El quíscal del Carib (Quiscalus lugubris) és una espècie d'ocell de la família dels ictèrids (Icteridae) que habita boscos poc densos, terres de conreu, pastures, ciutats i matolls de les Antilles Menors, des de Montserrat i Guadalupe fins a Grenada, Grenadines i Barbados i l'est de Colòmbia, nord i centre de Veneçuela (incloent l'illa Margarita), Trinitat, Guiana i nord-est del Brasil.